# 요크셔돼지

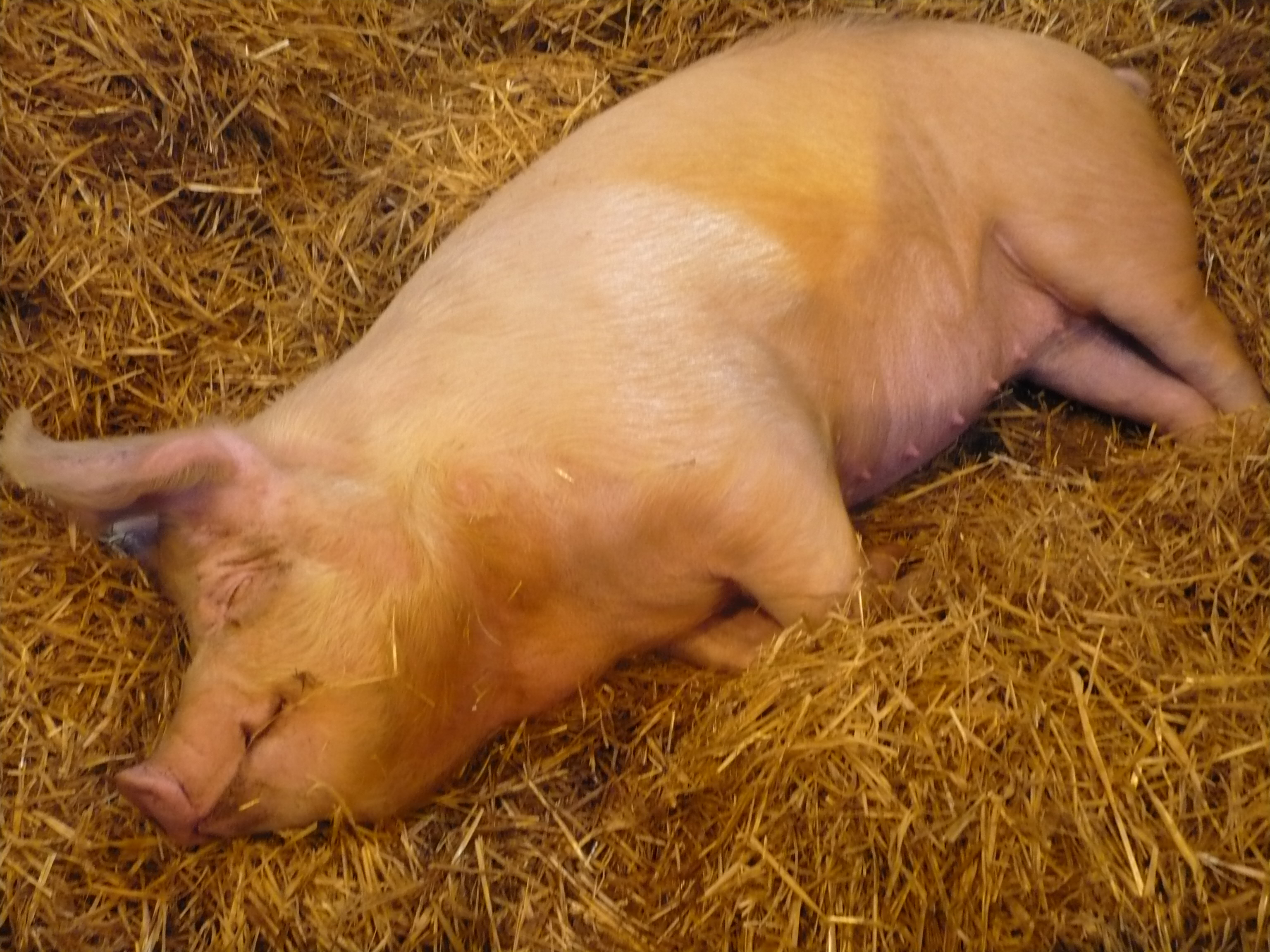
요크셔

요크셔(Yorkshire)는 영국 원산으로 희고 몸집이 커서 대백종(Large White)이라고도 한다. 얼굴이 길고 귀는 크며 곧게 서 있다. 몸무게 300-350kg 정도이다. 성숙은 늦지만 발육이 빠르고 번식능력이 우수하다.